# Бои при Зигхартинге
Бои при Зигхартинге (нем. Sigharting)  произошли во время войны за испанское наследство к юго-востоку от Пассау. 11 марта 1703 года там встретились баварские и имперско-саксонские войска. Бои завершились победой баварской армии

## Накануне
Имперский фельдмаршал-лейтенант Леопольд Шлик узнал 8 марта 1703 года, что баварский курфюрст Максимилиан II с 20 000 человек движется непосредственно на Пассау. Поэтому 9 марта он послал фельдмаршал-вахмистра Солари с авангардом из 2000 человек в Пассау и на следующий день отправился туда же сам с 10 000 человек.
Максимилиан II не стал наступать к Пассау, а двинулся в Шердинг, куда прибыл днём 10 марта. Его корпус насчитывал не 20 000 человек, как полагали в имперском штабе, а всего 12 000 человек, которые были усилены несколькими тысячами человек из ополчения.
В ночь на 11 марта баварцы незаметно пересекли Инн и Прам-Бах возле Шердинга и, узнав от крестьян о рассеянном расквартировании части имперских и саксонских войск, двумя колоннами повернули в сторону деревень Зигхартинга и Шарденберга. Одновременно в направлении Пассау были высланы около 3000 человек с целью привлечения внимания имперских сил, которые до полудня связали боем у Нойбурга два саксонских батальона. 

## Бои при Шарденберге
Тем временем курфюрст и одна из его колонн утром достигли Шарденберга и выбили оттуда отдыхавших и ничего не подозревавших 4 эскадрона ганноверских кирасир, захватив некоторых в плен.
Подоспевшие со стороны Нойдорфа и Асинга драгуны Шлика, саксонско-польские всадники и перегруппировавшиеся ганноверские кирасиры теперь быстро контратаковали Шарденберг. Драгуны Шлика первыми подошли к деревне и при поддержке саксонцев через полчаса боя выгнали баварцев и освободили всех пленных.
Однако курфюрст вновь с двух сторон атаковал Шарденберг и вновь взял под свой контроль деревню. Бой был ожесточенным, и баварцы преследовали отступивших имперцев. Отступление к Пассау переросло в беспорядочное бегство, при котором отступившие понесли серьёзные потери. Только когда саксонская пехота, выдвинувшаяся из Пассау, развернулась возле Нойдорфа, преследование прекратилось. Шлик, переоценивший силы баварцев, приказал отходить.
Когда Максимилиан заметил, что имперцы и саксонцы отступают под прикрытием и не предпринимают никаких попыток атаковать его, он приказал вернуться в Шердинг. По дороге он получил информацию от крестьянина, что значительная часть имперских войск (артиллерия, обоз и большое количество кавалерии) находится в деревне Айзенбирн, всего в 7 км от поля боя под Шарденбергом. 

## Бой при Айзенбирне
Макс Эмануэль отправил колонну фельдмаршала графа фон Арко, вернувшуюся из Зигхартинга, откуда она выбила эскадрон ганноверских кирасиров, на разведку к Айзенбирну, а затем в 4 часа дня двинулся следом с основными силами.
У Айзенбирна саксонский генерал-майор Плётц с крупным кавалерийским отрядом прикрывал обоз, отправленный из Линца. Он занял позицию не вплотную перед дефиле, а довольно далеко, между лесом и деревней Айзенбирн, к которой прислонилось его левое крыло. 
Когда подошли баварцы, Плёц приказал из трех 12-фунтовых пушек обстрелять врага. Баварцы, однако, атаковали его на правом крыле пехотой через лес, а также стали выходить на дорогу на левом фланге. Плёц приказал начать отход, но глубокий снег, заборы и живые изгороди блокировали движение, превратившееся в бегство. Баварские кирасиры и драгуны преследовали противника. Большая часть обоза, сам генерал-майор Плётц и полковник Видеманн попали в руки курфюрста. 600 человек были убиты, ранены и взяты в плен. 
Макс Эмануэль, довольный своим двойным успехом при Шарденберге и Айзенбирне и добытой им добычей 12-го числа вернулся в Шердинг.
Сообщения, полученные из Верхнего Пфальца, где наступал имперский фельдмаршал Штраух, убедили курфюрста вернуться с австрийской границы, и он двинулся на север.